# Gangli simpàtic
Els ganglis simpàtics són els ganglis del sistema nerviós simpàtic. Que lliuren informació al cos sobre l'estrès i de perill imminent, i són responsables de la lluita o la fugida. Contenen aproximadament 20.000-30.000 cossos de neurones i es troben a prop i en ambdós costats de la medul·la espinal en llargues cadenes.
Els neuroblastomes procedeixen d'aquests ganglis.

## Anatomia
- Ganglis paravertebrals
- Ganglis prevertebrals

Esquema del nervi espinal i ganglis simpàtics